# 中台 (板橋区)
中台（なかだい）は、東京都板橋区の町名。現行行政地名は中台一丁目から三丁目。全域で住居表示が実施されている。

## 地理
板橋区の中央部に位置する。北で相生町、北東の一点（交差点上）で志村、東で前野町、南で常盤台、西で若木と隣接する。北辺に首都高速5号池袋線、南辺に富士見街道が通じている。

### 地形
- 町域は武蔵野台地成増台と荒川低地の境をなす、志村地区の崖線（がいせん）の後背部に相当する。サンシティを北辺、若木通りを西辺の尾根道とする、すりばち状の谷戸地形が形成されていて、中央から東部・南部は台地と低地が複雑に入り組んでいる。若木通りの国際興業バス若木三丁目停留所付近では、路上からも中台三丁目の谷戸地形越しに東京スカイツリーが遠望できる。

### 地価
住宅地の地価は、2025年（令和7年）1月1日の公示地価によれば、中台1-27-3の地点で48万1000円/m2、
中台2-33-3の地点で39万5000円/m2となっている。

## 歴史
廃藩置県実施前は武蔵国豊島郡中台村。

### 地名の由来
志村の台地にある志村城から見て、前野原と西台の中間に見える台地を「中台」と称したことに由来する。

### 沿革
- 1871年（明治4年）11月：浦和県（現埼玉県）から東京府に編入。大区小区制実施。
- 1878年（明治11年）：郡区町村編制法により北豊島郡が設置され、東京府北豊島郡中臺村となる。
- 1889年（明治22年）4月1日：市制町村制施行により志村と合併、東京府北豊島郡志村大字中臺となる。
- 1932年（昭和7年）10月1日：東京府内市郡併合による板橋区発足に伴い、東京府東京市板橋区志村中臺町となる[8]。
- 1943年（昭和18年）8月1日：東京都制施行。
- 1949年（昭和24年）9月7日：当時、中台にあった東京共同火薬庫の第3号庫が爆発。火薬庫のほか、半径約1.5km内にあった家屋約1200戸が損壊。負傷者50余人[9]。
- 1962年（昭和37年）3月1日：地番整理により、志村中台町の一部地域が前野町五・六丁目に編入される。
- 1963年（昭和38年）11月1日：住居表示実施により中台一丁目～三丁目に再編される[10]。志村中台町の一部地域は若木一丁目～三丁目、西台一丁目、相生町、（旧）志村町四丁目に編入される。
- 1966年（昭和41年）：中台三丁目に日本大学豊山女子高等学校開校。
- 1977年（昭和52年）8月19日：首都高速道路5号池袋線の北池袋出入口 - 高島平出入口が開通。中台出入口開設。

### 町名の変遷
| 実施後                 | 実施年月日    | 実施前               |
| ---------------------- | ------------- | -------------------- |
| 東京市板橋区志村中臺町 | 1932年10月1日 | 北豊島郡志村大字中臺 |

| 実施後     | 実施年月日    | 実施前           |
| ---------- | ------------- | ---------------- |
| 中台一丁目 | 1963年11月1日 | 志村中台町の一部 |
| 中台二丁目 | 1963年11月1日 | 志村中台町の一部 |
| 中台三丁目 | 1963年11月1日 | 志村中台町の一部 |

## 世帯数と人口
2025年（令和7年）3月1日現在（板橋区発表）の世帯数と人口は以下の通りである。
| 丁目       | 世帯数    | 人口     |
| ---------- | --------- | -------- |
| 中台一丁目 | 3,183世帯 | 5,478人  |
| 中台二丁目 | 1,781世帯 | 3,273人  |
| 中台三丁目 | 3,386世帯 | 6,691人  |
| 計         | 8,350世帯 | 15,442人 |

### 人口の変遷
国勢調査による人口の推移。
| 年                 | 人口   |
| ------------------ | ------ |
| 1995年（平成7年）  | 16,347 |
| 2000年（平成12年） | 15,972 |
| 2005年（平成17年） | 15,928 |
| 2010年（平成22年） | 16,089 |
| 2015年（平成27年） | 15,943 |
| 2020年（令和2年）  | 16,044 |

### 世帯数の変遷
国勢調査による世帯数の推移。
| 年                 | 世帯数 |
| ------------------ | ------ |
| 1995年（平成7年）  | 6,358  |
| 2000年（平成12年） | 6,631  |
| 2005年（平成17年） | 6,949  |
| 2010年（平成22年） | 7,491  |
| 2015年（平成27年） | 7,761  |
| 2020年（令和2年）  | 8,114  |

## 学区
区立小・中学校に通う場合、学区は以下の通りとなる（2021年8月時点）。
| 丁目       | 番地                     | 小学校               | 中学校                 |
| ---------- | ------------------------ | -------------------- | ---------------------- |
| 中台一丁目 | 1～41番 49～56番         | 板橋区立中台小学校   | 板橋区立中台中学校     |
| 中台一丁目 | 42～48番                 | 板橋区立若木小学校   | 板橋区立中台中学校     |
| 中台二丁目 | 12～20番                 | 板橋区立若木小学校   | 板橋区立中台中学校     |
| 中台二丁目 | 1〜2番 34〜35番 38～42番 | 板橋区立北前野小学校 | 板橋区立志村第四中学校 |
| 中台二丁目 | 3～9番 21～24番 36〜37番 | 板橋区立北前野小学校 | 板橋区立中台中学校     |
| 中台二丁目 | 10〜11番                 | 板橋区立中台小学校   | 板橋区立中台中学校     |
| 中台二丁目 | 12～20番                 | 板橋区立若木小学校   | 板橋区立中台中学校     |
| 中台二丁目 | 25～30番                 | 板橋区立緑小学校     | 板橋区立中台中学校     |
| 中台二丁目 | 31～33番 43〜44番        | 板橋区立緑小学校     | 板橋区立志村第四中学校 |
| 中台三丁目 | 27番                     | 板橋区立緑小学校     | 板橋区立志村第四中学校 |
| 中台三丁目 | 23～26番                 | 板橋区立緑小学校     | 板橋区立中台中学校     |
| 中台三丁目 | 1～22番                  | 板橋区立若木小学校   | 板橋区立中台中学校     |

## 事業所
2021年（令和3年）現在の経済センサス調査による事業所数と従業員数は以下の通りである。
| 丁目       | 事業所数  | 従業員数 |
| ---------- | --------- | -------- |
| 中台一丁目 | 135事業所 | 649人    |
| 中台二丁目 | 60事業所  | 240人    |
| 中台三丁目 | 79事業所  | 693人    |
| 計         | 274事業所 | 1,582人  |

### 事業者数の変遷
経済センサスによる事業所数の推移。
| 年                 | 事業者数 |
| ------------------ | -------- |
| 2016年（平成28年） | 235      |
| 2021年（令和3年）  | 274      |

### 従業員数の変遷
経済センサスによる従業員数の推移。
| 年                 | 従業員数 |
| ------------------ | -------- |
| 2016年（平成28年） | 1,475    |
| 2021年（令和3年）  | 1,582    |

## 交通

### 鉄道
町域に駅は存在しないが、以下の路線・駅が利用可能である。
- 東京都交通局
  - 都営地下鉄三田線：志村三丁目駅（志村三丁目）
- 東武鉄道
  - 東武東上線 ：上板橋駅（上板橋二丁目および常盤台四丁目）

### バス
- 国際興業バス　※出入庫に伴う区間運転系統は特記以外省略。
  - 若木三丁目・若木小学校・中台一丁目・常盤台四丁目：常01　ときわ台駅行き・志村三丁目駅行き
  - 中台二丁目・中台三丁目・志村小学校：赤56　志村坂上駅経由赤羽駅西口行き・西台駅経由高島平操車場行き
    - 赤羽駅方面から志村車庫への入庫便（赤56-3系統）は、中台三丁目を終着とする。

### 道路
- 首都高速5号池袋線 - 町域北部に中台出入口が設置されている。

## 施設
- 日本大学豊山女子中学校・高等学校
- 板橋区立中台中学校
- 板橋区立中台小学校
- 板橋区立緑小学校
- 板橋中台二丁目郵便局
- 興亜伸銅所
- 延命寺 - 真言宗豊山派の仏教寺院。
- サンシティ - 大規模団地

## その他

### 日本郵便
- 郵便番号 : 174-0064[3]（集配局 : 板橋北郵便局[20]）。